# Wu Hanxiong
Wu Hanxiong, né le 21 janvier 1981 à Shantou, est un escrimeur chinois pratiquant le fleuret.  Il remporte la médaille d'argent par équipes aux Jeux olympiques d'été de 2004.

## Palmarès
- Jeux olympiques
  -  Médaille d'argent au fleuret par équipe aux Jeux olympiques de 2004 à Athènes[1]

- Championnats du monde
  -  Médaille de bronze au fleuret en individuel aux Championnats du monde d'escrime 2002